# Zacharowo (przystanek kolejowy w rejonie bogorodskim)
Zacharowo (ros. Захарово) – przystanek kolejowy w miejscowości Nogińsk, w rejonie bogorodskim, w obwodzie moskiewskim, w Rosji. Przystanek krańcowy linii Friaziewo – Elektrostal – Nogińsk.
Przystanek końcowy pociągów podmiejskich z Moskwy.

## Historia
Przystanek powstał w czasach carskich jako krańcowy odgałęzienia linii Moskwa – Niżny Nowogród, za stacją Bogorodsk.